# Blomquist Communication
Blomquist Communication (tidigare Blomquist Annonsbyrå) är Sveriges äldsta ännu verksamma kommunikations- och reklambyrå, grundad 1932 av Sven O. Blomquist. Arbetar i första hand för uppdragsgivare från dagligvaruhandeln och med samhällskommunikation. Bland uppdragsgivarna märks Stockholms stad, Energimyndigheten, Huddinge kommun, Mälardalstrafik, Spelinspektionen, SL, Polismyndigheten, Avtalat, Gofido, Hantverkarna Stockholm, Assa Abloy och Lidingöloppet.
Blomquist är en del av Worldwide Partners, världens största oberoende nätverk med ett 70-tal byråer i mer än 40 länder, bland annat de nordiska länderna.
Kontoret ligger i Stockholm.